# Roger Roca Dalmau
Roger Roca Dalmau né le 6 mai 1978 à  Igualada en Espagne est un duathlète et coureur de fond professionnel, champion du monde de duathlon en 2011.

## Biographie
Roger Roca Dalmau pratique tout d'abord la course de fond. Il remporte les championnats d'Europe et d'Espagne du 10 000 mètres en 1999 dans la catégorie U23 (espoir). Il remporte entre 2002 et 2012 de nombreux titres nationaux et régionaux sur les distances de 3 000 et 5 000 mètres. 
Depuis 2008, il participe à des compétitions de duathlon et de triathlon. Il devient deux fois vice-champion d'Espagne de duathlon en 2010 et 2011 et connait sa première consécration mondiale dans cette spécialité en remportant les championnats du monde 2011. Il bénéficie de cette victoire après la disqualification de Sergio Silva, arrivé premier mais  convaincu de dopage, il est exclu du tableau final.

## Palmarès
Le tableau présente les résultats les plus significatifs (podium) obtenus sur le circuit national et international de duathlon depuis 2008.
| Année | Compétition                                  | Pays     | Position           | Temps           |
| ----- | -------------------------------------------- | -------- | ------------------ | --------------- |
| 2012  | Série mondiale de duathlon - l'étape de Cali | Colombie | Médaille d'or      | 1 h 53 min 20 s |
| 2011  | Championnats du monde de duathlon            | Espagne  | Médaille d'or      | 1 h 51 min 22 s |
| 2011  | Championnat d'Espagne de duathlon            | Espagne  | Médaille d'argent  | Timing          |
| 2010  | Championnat d'Espagne de duathlon            | Espagne  | Médaille d'argent  | Timing          |
| 2008  | Championnat d'Espagne de duathlon            | Espagne  | Médaille de bronze | Timing          |